# なにわなでしこ
『なにわなでしこ』は、日本テレビで2011年7月13日（12日深夜）から同年12月29日（28日深夜）まで放送された深夜バラエティ番組。

## 概要
NMB48にとって初の在京キー局でのレギュラー冠番組。コンセプトは"NMB48 Meets TOKYO!"。
関西発のNMB48が何も知らない東京でロケを行う。毎回東京23区のうち一つの区にちなんだムチャぶりロケ企画に挑戦し、東京を制覇していく。

## 出演者

### レギュラー
- NMB48（概ね7人程度が出演、所属は番組放送時点）
  - チームN：小笠原茉由、門脇佳奈子、岸野里香、木下春奈、小谷里歩、近藤里奈、上西恵、白間美瑠、福本愛菜、松田栞、山口夕輝、山田菜々、山本彩、吉田朱里、渡辺美優紀
  - 研究生：沖田彩華、城恵理子、矢倉楓子、木下百花、村上文香
- ピース：綾部祐二、又吉直樹

### ゲスト
- 野性爆弾（第3回）
- チャド・マレーン（第3回）
- 大島直也（第4回）
- 黒田勇樹（第4回）
- 山里亮太（南海キャンディーズ）（第5回）
- 秋本智仁（5GAP）（第14回）
- 中野謙吾（日本テレビアナウンサー）（第20回）

## 放送日程
| 回 | 放送日         | 特別区   | ミッション                                                                           |
| -- | -------------- | -------- | ------------------------------------------------------------------------------------ |
| 1  | 2011年 7月13日 | 台東区   | NMB48を知っている人を10人集めましょう!                                               |
| 2  | 7月20日        | 墨田区   | スカイツリーあやかりデカ盛りグルメ食べまくりツアー                                   |
| 3  | 7月27日        | 品川区   | 関西弁禁止グルメツアー!!                                                             |
| 4  | 8月3日         | 渋谷区   | 芸能界辞めたイイ話                                                                   |
| 5  | 8月10日        | 千代田区 | 理想のアイドル勉強会                                                                 |
| 6  | 8月17日        | 新宿区   | 韓流人気の秘密を探れツアー                                                           |
| 7  | 8月24日        | 港区     | NMB48ドッキリ企画!                                                                   |
| 8  | 8月31日        | 江戸川区 | チーム対抗コーディネート対決                                                         |
| 9  | 9月14日        | 葛飾区   | じゃんけん選抜応援企画 今こそ山口に不運を!                                           |
| 10 | 9月21日        | 江東区   | 笑いの道を究めろ! モノボケツアー!                                                    |
| 11 | 9月28日        | 荒川区   | NMB48の暴れん坊! 近藤にバラエティーを学ばせろ! じゃんけん選抜大会 NMB48山口に密着    |
| 12 | 10月6日        | 足立区   | 勝負強さを見せつけろ! 強運グルメボウリング じゃんけん選抜ゲット おめでとう山口! 企画 |
| 13 | 10月12日       | 文京区   | NMB48おバカ選手権                                                                    |
| 14 | 10月20日       | 世田谷区 | 俺のことをもっと知れ! 又吉クイズ                                                     |
| 15 | 10月27日       | 杉並区   | 自分の事嫌いな人総選挙!                                                              |
| 16 | 11月3日        | 板橋区   | なにわなでしこハンバーグ祭                                                           |
| 17 | 11月10日       | 豊島区   | 東京おみやげグランプリ                                                               |
| 18 | 11月17日       | 中野区   | NMBかわいい王決定戦!                                                                 |
| 19 | 11月24日       | 目黒区   | 自由が丘スイーツ満喫ツアー                                                           |
| 20 | 12月1日        | 大田区   | なにわなでしこ大運動会                                                               |
| 21 | 12月8日        | 中央区   | 目隠しグルメクイズ チーム対抗! お好み焼き対決                                        |
| 22 | 12月15日       | 北区     | 朝まで生なにわ                                                                       |
| 23 | 12月22日       | 練馬区   | NMB48認知度調査アゲイン                                                              |
| 24 | 12月29日       | -        | NMB48お笑い王座決定戦 N-1グランプリ                                                  |

- 2011年9月7日は2014 FIFAワールドカップ・アジア地区3次予選・ウズベキスタン対日本戦中継のため休止。

## コーナー
東京23区を制覇せよ!
当番組のメイン企画。東京23区の中から1つの区において、NMB48が様々なミッションに挑戦する。ミッションに失敗すると、罰ゲームが行われることが多い。ロケ終了後、又吉がその日のロケで一番頑張ったMVPを発表する。MVPに選ばれたメンバーはご褒美ラーメンまたはご褒美スイーツが食べられる。

### ミニコーナー
以下のコーナーは不定期に行われている。
NMB48から寝る前の一言
メンバー1人がカメラに向かって一言を発する。
特技の時間
笑いの時間 - お笑いNMB48
初回放送で笑いにこだわる姿勢を見せたNMB48のメンバー2人が漫才を披露する。
全力NMB48

## 主題歌
- オープニング
  - 絶滅黒髪少女（第1回 - 第9回）
  - オーマイガー!（第10回 - 第24回）

## 放送局
| 放送地域   | 放送局     | 系列           | 放送期間                      | 放送日時                     | 備考     |
| ---------- | ---------- | -------------- | ----------------------------- | ---------------------------- | -------- |
| 関東広域圏 | 日本テレビ | 日本テレビ系列 | 2011年7月13日 - 9月28日       | 水曜 1:59 - 2:29（火曜深夜） | 制作局   |
| 関東広域圏 | 日本テレビ | 日本テレビ系列 | 2011年10月6日 - 12月29日      | 木曜 1:29 - 1:59（水曜深夜） | 制作局   |
| 近畿広域圏 | 読売テレビ | 日本テレビ系列 | 2011年7月22日 - 2012年1月13日 | 金曜 2:08 - 2:38（木曜深夜） | 15日遅れ |

## スタッフ
- 企画協力：秋元康
- 構成：桜井慎一、木南広明、森本雅也、石川裕郁
- ナレーション：中野謙吾、菅谷大介、小熊美香（日本テレビアナウンサー）、宮崎宣子（当時日本テレビアナウンサー）
- TM：古川誠一
- TD：田熊克二
- CAM：松井光太郎
- AUD：石原雄一
- 技術協力：八峯テレビ、スタジオ38
- 編集：萩原誠
- MA：山田一宏
- 音効：幾代学
- タイトル：アイヴリックスタジオ
- リサーチ：大森智仁
- メイク：アートメイク・トキ
- 編成：穂積武信
- 編成企画：植野浩之
- 宣伝：満松隆一郎
- TK：近藤奈々
- 企画協力：窪田康志（AKS）、佐野裕一（田辺音楽出版）
- 協力：KYORAKU吉本.ホールディングス
- AD：石井護、尻高瞳
- AP：平沢務
- デスク：富重裕子
- なにわなでしこ製作委員会：小野利恵子、小林将高、茶ノ前香、行実良、荒井寛太朗
- ディレクター：谷中憲、岩波純、常盤俊郎、中島太一、高戸大悟
- 演出：新井秀和
- プロデューサー：島田勇夫
- 企画・プロデューサー：毛利忍
- チーフプロデューサー：面高直子
- 制作協力：U-FIELD
- 企画・制作：日本テレビ
- 製作著作：なにわなでしこ製作委員会

## 関連商品

### DVD
発売元はいずれもバップ。
- NMB48東京制覇バラエティー「なにわなでしこ」Vol.1〜3（2011年12月27日発売）
- NMB48東京制覇バラエティー「なにわなでしこ」Vol.4〜6（2012年2月28日発売）
- NMB48東京制覇バラエティー「なにわなでしこ」DVD-BOX 1（2011年12月27日発売）
- NMB48東京制覇バラエティー「なにわなでしこ」DVD-BOX 2（2012年2月28日発売）